# Rihanna (livro)
Rihanna, nos Estados Unidos, ou Rihanna: The Last Girl on Earth, no Reino Unido, é o primeiro livro escrito pela cantora Rihanna. Foi produzido e ilustrado pela mesma, com a ajuda de Simon Henwood, o mesmo director artístico da sua digressão de 2010, Last Girl on Earth Tour. Será lançado a 20 de Agosto de 2010 no Reino Unido e a 14 de Setembro no Norte da América e Canadá.